# Mike Hurley
Mike Hurley (Kanada, Alberta, Sherwood Park, 1977. november 17. –) kanadai jégkorongozó.

## Karrier
Komolyabb junior karrierjét a WHL-es Tri-City Americansban kezdte 1994–1995-ben. Ebben a csapatban 1998-ig játszott. Az 1997–1998-as szezon közben átkerült a szintén WHL-es Portland Winter Hawks. Közben az 1996-os NHL-drafton a Dallas Stars csapata kiválasztotta a negyedik kör 90. helyén. A National Hockey League-ben sosem játszott. 1998–1999-ben az University of Albertán játszott és 23 mérkőzésen 23 pontot szerzett. A szezon közben az ECHL-es Baton Rouge Kingfishbe került hat mérkőzésre. A következő idényt az ECHL-es Jacksonville Lizard Kingsben töltötte és 56 mérkőzésen 65 pontot szerzett. 2000–2001-ben az ECHL-es Charlotte Checkersben és a Wheeling Nailersben játszotta le. A következő szezonban is a Wheeling Nailersben szerepelt. 2002–2003-ban játszott az ECHL-es Greenville Grrrowlben és a Trenton Titansban majd a szezon végén visszavonult. 2006-ban visszatért egy alsóbb osztályos saskachewani ligába és 2011-ig egy csapatban játszott a Fort Saskatchewan Chiefsben.